# Vino del País Vasco
| Vinos de La Rioja: A D.Lo.C. Rioja Iroulegi : Irulegiko Arnoa El Chacolí: De Álava De Vizcaya De Guetaria |

Mapa de los vinos del País Vasco:

Los vinos del País vasco (en euskera: Euskal Herriko ardoak) se extienden por el País Vasco, que posee una larga tradición vinícola, lo cual se traduce en diversas denominaciones de origen de características específicas.